# Litotrofni organizmi
Litotrofi su raznovrsna grupa organizama koji koriste neorganske supstrate (obično mineralnog porekla) za dobijanje redukujućih ekvivalenata za upotrebu u biosintezi (npr., fiksaciji ugljen dioksida) ili konzervaciji energije (tj., ATP produkciji) putem aerobne ili anaerobne respiracije. Poznati hemolitotrofi su ekskluzivno mikroorganizmi; nije poznata makrofauna koja poseduje sposobnost korištenja neorganskih jedinjenja kao izvora energije. Makrofauna i litotrofi mogu da formiraju simbiotičke odnose, u kom slučaju se litotrofi nazivaju „prokariotskim simbiotima”. Jedan primer toga su hemolitotrofne bakterije u Riftia pachyptila ili plastidi, koji su organele unutar biljnih ćelija, za koje se pretpostavlja da su evoluirale iz organizama poput fotolitotrofnih cijanobakterija. Litotrofi pripadaju bilo domenu Bacteria ili domenu Archaea. Mnogi litoautotrofi su ekstremofili, mada to nije univerzalno svojstvo.

## Istorija
Termin lithotrof je kreiran iz grčkih reči lithos (kamen) i troph (potrošač), sa značenjem „oni koji jedu stene”. Termin su predložili 1946. godine Lvof i njegovi saradnici.